# Dromo
Dromo es una serie de televisión argentina de terror y ciencia ficción emitida en 2009. Alejandro Fiore (exintegrante de Los simuladores), puso en marcha junto a Andrés Gelos el proyecto de esta serie, basada en historias que abrevan en una mezcla de géneros entre los que se puede nombrar el terror, el suspenso, la ciencia ficción y hasta el policial negro.
El programa salió al aire por América todos los martes a las 22.45. Para ellos se integraron al elenco nombres como Federico D'Elía, su padre Jorge D'Elía, Lucrecia Capello, Andrea Pietra, Facundo Espinosa, Lito Cruz e Hilda Bernard, entre otros.
Dromo tuvo un elenco fijo, pero los actores iban cambiando de personaje en cada episodio según las necesidades de la historia.

## Elencos
| Capítulo       | Elenco                                                                                                 | Capítulo       | Elenco | Capítulo       | Elenco |
| -------------- | --- | -------------- | --- | -------------- | --- |
| Árbol Familiar | Nancy Dupláa Alejandro Fiore Federico D'Elía Jorge D'Elía Marcelo Savignone Héctor Da Rosa Alan Pañale | La Almohada    | Chunchuna Villafañe Hilda Bernard Eugenia Guerty Federico D'Elía Horacio Roca Alan Pañale Martina Calisi                                                                                          | La Pajarera    | Andrea Pietra Lucrecia Capello Hilda Bernard Carlos Santamaría Facundo Espinosa                                                              |
| El Trabajo     | Lito Cruz Valentina Bassi Juan Palomino Vando Villamil Azul Lombardía                                  | Latidos        | Lito Cruz Matías Santoianni Jorge D'Elía Alejandro Fiore Carlos Santamaría Facundo Espinosa Agustina Posse Miriam Lanzoni Pablo Gelós Mariana Gío Santiago Cinollo Pedro Cinollo Belén Darakdjián | La Otra Puerta | Federico D'Elía Jorge D'Elía Eugenia Tobal Héctor Bidonde Alejandro Fiore Pasta Dioguardi Martín Seefeld Guillermo Jacubowicz Azul Lombardía |
| Ovo            | Emilia Mazer Pablo Gelós Emiliano Dionisi Alan Pañale Gastón Pauls Agustina Posse Pamela David         | El Manto Chino | Jorge D'Elía Soledad Fandiño Facundo Espinosa Arturo Bonín Cira Caggiano Federica Morlino Mago Rodó                                                                                               | La Caja I y II | Federico D'Elía Facundo Espinosa Carlos Santamaría Alejandro Fiore Vando Villamil Lito Cruz Gustavo Belatti Fernando Sureda Belén Darakdjián |

## Capítulos
| Episodio | Título           | Director        | Primera emisión         | Rating |
| --- | ---------------- | --------------- | ----------------------- | ------ |
| 1 | «Árbol Familiar» | Oscar Friedrich | 13 de octubre de 2009   | 7,7    |
| El circuito que recorren tres generaciones, atrapadas por la "maldición" de un árbol del que los varones mayores terminan colgándose.                                                                                |                  |                 |                         |        |
| 2 | «La Almohada»    | Oscar Friedrich | 20 de octubre de 2009   | 5,4    |
| El circuito que recorren tres generaciones, atrapadas por un pacto con el diablo entre abuelas y nietos. |                  |                 |                         |        |
| 3 | «La Pajarera»    | Oscar Friedrich | 27 de octubre de 2009   | 3.9    |
| Una historia de horror psicológico donde los protagonistas quedan atrapados en un lugar como una muñeca rusa. Una jaula que encierra a otra jaula, donde cada esperanza de salvación es frustrada por otro encierro. |                  |                 |                         |        |
| 4 | «El Trabajo»     | Oscar Friedrich | 3 de noviembre de 2009  | —      |
| Un trabajo de brujería para deshacerse de ella, un hechizo para terminar con él y un sapo que hará realidad sus peores pesadillas. El Trabajo, el amor hasta que la muerte los separe.                               |                  |                 |                         |        |
| 5 | «Latidos»        | Oscar Friedrich | 10 de noviembre de 2009 | —      |
| Un mal negocio te puede llevar a la ruina; una decisión equivocada te puede cambiar la vida; y un prestamista te puede llevar a la muerte.                                                                           |                  |                 |                         |        |
| 6 | «La Otra Puerta» | Oscar Friedrich | 17 de noviembre de 2009 | —      |
| Una puerta divide el pasado del futuro, ¿qué sucede cuando se traspasa esa puerta? Decide tú mismo si vale la pena traspasar esa puerta y poner en peligro tu propia vida.                                           |                  |                 |                         |        |
| 7 | «Ovo»            | Oscar Friedrich | 24 de noviembre de 2009 | —      |
| 8 | «El Manto Chino» | Oscar Friedrich | 1 de diciembre de 2009  | —      |
| Ella pensaba que los problemasde su hijo se irían como por arte de magia y su tío también. Él descubrirá que jugar con la magia no siempre es divertido.                                                             |                  |                 |                         |        |
| 9 | «La Caja I»      | Oscar Friedrich | 8 de diciembre de 2009  | —      |
| Tenían que entrar a un banco y robar una caja de seguridad, pero todo se les complicó… ahora tomaron un bar, tienen rehenes y están rodeados.                                                                        |                  |                 |                         |        |
| 10 | «La Caja II»     | Oscar Friedrich | 15 de diciembre de 2009 | 1,5    |

## Premios

### Premios Martín Fierro
Nominaciones
- Mejor unitario y/o miniserie

- Mejor actor protagonista de unitario y/o miniserie
  - Alejandro Fiore
  - Lito Cruz

- Mejor actriz protagonista de unitario y/o miniserie
  - Chunchuna Villafañe
  - Hilda Bernard